# Megadonichthys
Megadonichthys kurikae — вимерлий вид риб родини Osteolepididae.
Зустрічається в Естонії.